# Elgin (stacja kolejowa)
Elgin – stacja kolejowa w Elgin, w hrabstwie Moray, w Szkocji, w Wielkiej Brytanii. Stacja jest obsługiwana przez First ScotRail i znajduje się na linii Aberdeen to Inverness Line.
Na przełomie 2008/09 stacja obsłużyło 0,297 mln pasażerów.